# Andrée Bonhomme
Andrée Marie Clémence Bonhomme (Maastricht, 1 december 1905 – Brunssum, 1 maart 1982) was een Nederlandse componiste, pianiste en muziekdocent. Zij heeft een omvangrijk oeuvre nagelaten van liederen, composities voor orkest, koor en kamermuziek.

## Biografie
Andrée Bonhomme kreeg vanaf 1913 als zevenjarige pianolessen van Maria Gielen, dochter van de bekende musicus Peter Gielen. In maart 1914 werd Maria Gielen docente aan de Muziekschool Jenny Goovaerts, opgericht door deze Maastrichtse sopraan in een periode dat de Stedelijke Muziekschool in verval was. In 1920 fuseerde Muziekschool Jenny Goovaerts met de Stedelijke Muziekschool en werd Maria Gielen docente piano aan het nieuwe instituut. Haar leerlingen verhuisden mee, zodat Andrée Bonhomme als vijftienjarige nog altijd pianolessen kreeg van haar eerste docente.
Middelbaar onderwijs volgde zij aan de MULO. In 1921 behaalde Andrée Bonhomme haar diploma MULO-A. Ofschoon zij een carrière in de muziek ambieerde, vond haar vader dat zij eerst een ‘nuttige’ opleiding moest volgen, zodat zij iets had om op terug te vallen, wanneer het in de muziek niet zou lukken. Zo ging de zestienjarige naar de kweekschool en behaalde in 1924 haar akte als onderwijzeres bij het lager onderwijs, gevolgd door de hoofdakte in 1927. Dit betekent dat zij een aantal jaren voor de klas moet hebben gestaan en zo in haar levensonderhoud heeft voorzien.
Naast haar middelbare school en latere baan in het onderwijs ging de muziekstudie door. Vanaf ongeveer 1920 kreeg de vijftienjarige Andrée Bonhomme solfègelessen van Guus Olterdissen. Vanaf dat jaar volgde zij ook lessen in theorie, harmonieleer en muziekgeschiedenis bij de musicus Henri Hermans. In 1925 deed zij eindexamen aan de muziekschool met als hoofdvak piano. Inmiddels was in 1924 aan de muziekschool een vakopleiding toegevoegd en daarmee lag de weg naar een muzikale carrière open. Vanaf 1926 kwam zij er permanent onder de hoede van Hermans, die inmiddels directeur van de school en de vakopleiding was. Bij hem studeerde zij opnieuw theorie en kompositie. Onder supervisie van Alphons Crolla studeerde zij voor het hoofdvak piano. In juli 1929 legde zij het theoretisch examen af, in juli 1930 het praktisch gedeelte (beide met 'zeer goed), waarmee zij haar diploma behaalde. Omdat zij de lat voor zichzelf nog wat hoger wilde leggen, legde zij in juli 1931 in Den Haag nog het theoretische gedeelte van de studie 'Piano-B' af, opnieuw met uitstekende resultaten. Aan het tweede gedeelte van het staatsexamen 'Piano-B' zou zij door familieomstandigheden nooit toekomen. Bij Hermans zou zij ook na haar examen de lessen voor de akte theorie nog enige tijd voortzetten.
Reeds tijdens haar meisjesjaren, vanaf 1923, speelde Andrée Bonhomme met enige regelmaat bij openbare presentaties van de muziekschool. Per 1 september 1927 kreeg zij een aanstelling bij het MSO als bespeelster van toetsinstrumenten, zoals de piano en de celesta, ter begeleiding van onder meer recitatieven. Op Tweede Kerstdag 1928 maakte zij haar debuut als soliste met het pianoconcert in A (KV 488) van Mozart en als componiste, daar het orkest tevens haar compositie ‘Drie schetsen’ (opus 26, 27 en 28) ten gehore bracht.
Dat componeren had een lange voorgeschiedenis. Als tien- of elfjarige begon Andrée Bonhomme reeds melodietjes te componeren. Hierin werd zij aangemoedigd door de musicus Charles Smulders, die haar talent onderkende. Uit een verzamelhandschrift uit 1924 blijkt, dat zij omstreeks haar 21-ste verjaardag reeds een flinke ontwikkeling op dit gebied had doorgemaakt. Na haar eindexamen (1930) kwam zij in contact met de Franse meester-componist Darius Milhaud, die haar aannam als leerlinge. In de periode 1930-1937 reisde Andrée regelmatig naar Parijs, waar haar beroemde leermeester haar compositorisch werk soms streng beoordeelde,  ‘maar steeds een vriendelijke leraar blijft, die stimulerende en opbouwende kritiek geeft. (…) Milhaud heeft haar het handwerk goed geleerd, resp. geperfectioneerd wat al aanwezig was. Zijn eigen stylistische stempel heeft hij niet op haar gedrukt en daarmee voorkomen dat zij een “copie van Milhaud” zou worden.’ 
Na het voltooien van haar studies bewandelde Bonhomme twee wegen. Enerzijds werkte zij als pianiste mee aan uitvoeringen van het MSO, anderzijds was zij van 1932 tot 1970 als lerares muziektheorie en piano verbonden aan de Heerlense muziekschool. Haar carrière bij het MSO werd tijdens de Tweede Wereldoorlog onderbroken door de instelling van de Kultuurkamer. Nadat ze reeds in januari 1941 had geweigerd de niet-Joodverklaring te tekenen, trad de Kultuurkamer voor musici op 1 april 1942 in werking. Orkestmusici werden geacht zich collectief aan te melden, maar Andrée Bonhomme weigerde dus en nam vrijwillig ontslag. Na de bevrijding in september 1944 zou zij tot 1947 weer deel uitmaken van het MSO, maar in de oorlogsjaren beperkte zij ook het uitvoeren van haar eigen werk tot huisconcerten.
Andrée Bonhomme bleef ongehuwd. In december 1970 ging zij officieel met pensioen, al bleef zij op eigen verzoek aan de Heerlense muziekschool verbonden om haar laatste leerlingen te begeleiden tot een bepaald niveau. In 1972 maakte een hersenbloeding abrupt een einde aan haar activiteiten. Eind 1977 werd zij opgenomen in een verpleeghuis. In het voorjaar van 1979 verhuisde zij naar ‘Huize Louise’, toen een exclusief rusthuis te Brunssum. Andrée Bonhomme was een kettingrookster; ze rookte twee pakjes sigaretten per dag. Na in slaap gevallen te zijn met een brandende sigaret in de hand, overleed zij op 1 maart 1982 aan de daardoor opgelopen verwondingen. Ze werd 76 jaar en werd begraven bij haar ouders, op de Algemene Begraafplaats aan de Tongerseweg te Maastricht.

## Eerbewijzen
In 1972 werd haar de eremedaille in goud in de Orde van Oranje Nassau uitgereikt. Tevens ontving zij een permanente financiële toelage van het ministerie van Cultuur, Recreatie en Maatschappelijk Werk (CRM).

## Nalatenschap
Er is vrij veel werk van Andrée Bonhomme bewaard gebleven. De musicoloog dr. Hans van Dijk telde tot in 1958 101 nummers. Een voorgenomen vocalise is niet meer tot stand gekomen. Na zijn intensieve inventarisatie van het archief zijn de manuscripten, partituren en persoonlijke bescheiden op 15 augustus 1995 overgebracht naar het Gemeentemuseum te Den Haag (nu: Kunstmuseum Den Haag), waar de collectie is opgenomen in de afdeling ‘archieven van Nederlandse componisten’. De partituren van alle voltooide werken zijn zowel op microfilm als in fotokopie beschikbaar in een speciaal ‘schaduwarchief’ bij het Gemeentearchief Maastricht (nu: Historisch Centrum Limburg).

## Werken
In het onderstaande overzicht [bron?] ontbreekt een tiental vroege werken, waarvan het oudste - 't Lied der dennen - gedateerd is op 24 december 1920. Volgens Andrée Bonhomme zelf was dit reeds vroeger ontstaan en wel omstreeks 1916.

### Liederen
1926 Larme et Perle (opus 13), tekst: Prosper Blanchemain.

1927 De gesluierde (opus 19), tekst: Marie Cremers.

1927 Le bonheur est comme une corbeille (opus 21).

1927 Silence (opus 28), tekst: M.J. Foucade.

1927 Tendre missive (opus 29), tekst: P. de Blanche Bianca.

1927 Berceuse (opus 40) 

1928 Amico 

1928 Le tzigane dans la lune (opus 38), met viool, tekst: Jean Lahor.

1928 Melancholy (opus 39), tekst: Jan Jurjen Zeldenthuis.

1928 La mort des amants (opus 49), met orkest, tekst: Ch. Baudelaire.

1929 Lied (opus 52), met orkest, tekst: Hélène Swarth.

1929 Vreugde (opus 55) 

1929 Le narcisse (opus 59) 

1929 Herfst (opus 60), tekst: Marie Cremers.

1930 Ik had een droom (opus 66) 

1930 La flûte de jade (opus 67), liederencyclus met orkest 

1931 Une chanson (opus 68), later opgenomen in La flûte de jade.

1931 Ein kleines Lied (opus 69), tekst: Marie von Ebner-Eschenbach.

1931 Toujours (opus 71) 

1932 La pluie sur les roses (opus 75) 

1932 Résignation (opus 75) 

1932 Dansons la gigue (opus 76) voor tenor, koor en orkest, tekst: Paul Verlaine.

1932 De waterlelie (opus 77), tekst: Frederik van Eeden.

1934 Destinow-liederen (opus 80) met orkest, tekst: Ilja Destinow.

1937 Les trois filles (opus 82/1), tekst: Jean Lahor.

1937 Au mois d'Avril (opus 82/2), tekst: Théophile Gautier.

1941 Deux chansons Arabes (opus 84) met strijkorkest 

1941 L'autre (opus 84b) 

1944 Shéhérazade (opus 89) met orkest, tekst: Tristan Klingsor.

1953 Berken (opus 92), tekst: Willem Michiels van Kessenich.

1953 Je gezicht (opus 93), tekst: Willem Michiels van Kessenich.

1955 Quatre mélodies de Tristan Klingsor (opus 94) voor tenor en orkest.

### Pianowerken
1927 Zes schetsen voor piano (opus 19, 20, 22, 23, 24 en 25).

1928 Triptiek (opus 42, 43, 44 en 45), geïnspireerd door tekeningen van Rie Cramer.

1929 Wals in AS (opus 56), (ook bewerkt voor orkest).

### Kamermuziek
1926 Romance (opus 18) voor viool en piano.

1927 Souvenir (opus 31) voor viool en piano.

1930 Rêverie (opus 63) voor viool en piano.

1931 Erotic (opus 70) voor viool en piano.

1942 Lamento (opus 84) voor cello en piano.

1942 Pannyre aux talons d'or (opus 87a) voor spreekstem en piano, tekst: Albert Samain.

1943 Pièce en forme de sonatine (opus 86) voor cello en piano.

1943 Sonate (opus 88) voor viool en piano.

1947 In memoriam Henri Hermans voor cello en piano.

1956 Drie speelstukken voor drie instrumenten of orgel.

1956 Prélude et fugue (opus 100) voor strijkkwartet.

### Orkest- en koorwerken
1925 Intermezzo (opus 14) voor strijkorkest met solo-fluit.

1925 Elégie (opus 15) voor strijkorkest met solo-fluit.

1927 Berceuse (opus 26) voor strijkorkest.

1927 Désir (opus 27) voor strijkorkest, fluit en klarinet.

1927 Silence (opus 33) voor strijkorkest, fluit, klarinet en harp.

1929 Paraphrase 3 La dernière promenade (opus 53) voor orkest.

1929 Paraphrase 1 Le nénuphar (opus 58) voor orkest.

1931 Paraphrase 2 Psyche et Eros (opus 73) voor orkest.

1940 Xanthis (opus 83), ballet voor orkest.

1941 Le chant des Guerriers (opus 87) voor mannenkoor.

1953 Le tombeau d'Antar (opus 91) voor zang, mannenkoor en orkest.

1956 Recueillement (opus 95) voor vrouwen- of mannenkoor, tekst: Charles Baudelaire.

1956 Lo lusignole (opus 96) voor mannenkoor.
1958 Triptique pour orchestre (opus 101)

## Trivia
- In 2012 is de gedichtenreeks Partituur. Hommage aan Andrée Bonhomme van Frans Budé[16] verschenen.
- Op 18 oktober 2015 is ter nagedachtenis aan haar 110e geboortedag een plaquette onthuld bij het ouderlijk huis van Andrée Bonhomme aan de Alexander Battalaan 1 te Maastricht.
- 'Plaquette voor Andrée Bonhomme' op rtvmaastricht.nl, 15 oktober 2015[17]

## Discografie
- Andrée Bonhomme. Een ontmoeting. Radio Limburg L1-016. Stichting Andrée Bonhomme, 2005.
- Dutch Cello Sonatas vol. 7 - The Maastricht-Paris Connection. Doris Hochscheid & Frans van Ruth. Audiomax, 2015.